# Thumersbach
Thumersbach är en ort i kommunen Zell am See i förbundslandet Salzburg i Österrike. Den ligger på östra sidan av sjön Zeller See, mittemot kommunens centralort Zell am See.